# Не забудь... станція Лугова
«Не забудь... станція Лугова» (рос. «Не забудь... станция Луговая») — російський радянський художній фільм, поставлений на Ленінградської ордена Леніна кіностудії «Ленфільм» в 1966 році режисерами Микитою Куріхіним та Леонідом Менакером.
Прем'єра фільму відбулася 3 квітня 1967 року.

## Зміст
Історія однієї з випадкових зустрічей, яких так багато було під час війни. На станції Луговій на кілька днів вимушено зупинився ешелон із біженцями та потяг із солдатами. Там і зустрілися двоє героїв – молоденька дівчина і новоспечений лейтенант. Вони змушені були розстатися, але пообіцяли писати один одному листи на адресу станції, яка звела їх разом.

## Ролі
- Георгій Юматов — Георгій Олексійович Рябов
- Алла Чернова — Люся Кудрявцева
- Валентина Владимирова — Марія Агафонова, тітка Маруся
- Валентина Кібардіна — Анна Петрівна Кудрявцева, мати Люсі
- Петро Меркур'єв — короткозорий студент-інтелігент
- Муза Крєпкогорська — Ірина Сергіївна, бригадир поїзда
- Олег Бєлов — старшина
- Микола Корн — Павло Миколайович, музикант
- Єлизавета Уварова — Ольга Володимирівна, дружина музиканта
- Віра Будрейко — Марина Сергіївна, у вагоні з евакуйованими: дама з собакою на верхніх нарах
- В. Баторов — епізод
- Олександр Дем'яненко — сусід Рябова по купе, в мирний час
- Валентина Лисенко — Валя сусідка Рябова по купе
- Іра Шабуніна — Вірочка, племінниця Люсі
- Ігор Богданов — син Агафоновой
- Тетяна Кольцова — дівчина, що йде по розбомбленій станції (в титрах не вказана)
- Валентина Пугачова — жінка з дитиною (в титрах не вказана)
- Борис Січкін — сусід Рябова по вагону, він же кавказець-покупець у буфеті станції Лугова (в титрах не вказаний)
- Роза Свердлова — пасажирка в теплушці

## Знімальна група
- Автори сценарію - Йосип Ольшанський, Ніна Руднєва
- Режисери-постановники - Микита Куріхін, Леонід Менакер
- Головний оператор - Олександр Чіров
- Головний художник - Всеволод Улитко
- Композитор - Яків Вайсбурд
- Звукооператор - Георгій Сальє
- Костюми - Н. Доброва
- Грим - В. Савельєва
- Монтаж - Раїса Ізаксон, Анастасія Бабушкіна
- Оператор - Володимир Ковзель
- Художник-декоратор - С. Головін
- Редактор - Дмитро Молдавський
- Асистенти:
режисера - Д. Александрова, Я. Нахамчук, Л. Бергер
оператора - Б. Олександрівський, А. Котов
- Комбіновані зйомки:
Оператор - Георгій Варгин
Художник - В. Соловйов
- Оркестр Ленінградського Державного Академічного Малого театру опери та балету
Диригент - Юрій Крамаров